# Wettebach (Neckar)
| Zuläufe und Bauwerke \| Wettebach \| Wettebach \| Wettebach \| \| ---------------- \| --------- \| ------------------ \| \| Legende \| \| \| \| Lochenbrunnen \| \| \| \| \| \| Bach aus dem Heuen \| \| \| \| \| \| \| \| \| \| \| \| \| \| \| \| \| \| \| \| Schlucht \| \| \| \| \| \| Lurengraben \| \| \| \| \| \| \| \| \| \| \| \| \| \| Giesbach \| \| \| \| \| \| Bohlweg \| \| Bohlweg \| \| Scheidwiesenweg \| \| Scheidwiesenweg \| \| Böhringer Straße \| \| Rottweiler Straße \| \| Hohensteinstraße \| \| Hohensteinstraße \| \| Stauchestraße \| \| Stauchestraße \| \| \| \| \| \| \| \| \| \| \| \| \| \| \| \| \| \| \| \| \| \| \| \| \| \| Neckar \| \| \| |  |                    |
| Wettebach |  |                    |
| Legende |  |                    |
| Lochenbrunnen |  |                    |
| |  | Bach aus dem Heuen |
| |  |                    |
| |  |                    |
| |  |                    |
| |  |                    |
| |  | Schlucht           |
| |  |                    |
| Lurengraben |  |                    |
| |  |                    |
| |  |                    |
| |  | Giesbach           |
| |  |                    |
| Bohlweg |  | Bohlweg            |
| Scheidwiesenweg |  | Scheidwiesenweg    |
| Böhringer Straße |  | Rottweiler Straße  |
| Hohensteinstraße |  | Hohensteinstraße   |
| Stauchestraße |  | Stauchestraße      |
| |  |                    |
| |  |                    |
| |  |                    |
| |  |                    |
| |  |                    |
| |  |                    |
| Neckar |  |                    |

Der Wettebach  ist ein etwa 5,7 km langer, östlicher und rechter Zufluss des Neckars im baden-württembergischen Landkreis Rottweil.

## Geographie

### Verlauf
Der Wettebach entspringt östlich von Vaihingerhof im Gerberwald auf einer Höhe von ca. 656 m ü. NHN. Von dort fließt er Richtung Westsüdwesten durch das Dorf Dietingen, den einzigen Siedlungsplatz an seinen Ufern.
Der Bach mündet kurz hinter der Gemeindegrenze zu Rottweil etwa 1,5 km südwestlich von Dietingen auf einer Höhe von 520 m ü. NHN von rechts und Osten gegenüber dem Umlaufberg mit der Neckarburg in den Neckar.
Der 5,7 km lange Lauf des Wettebachs endet 136 Höhenmeter unterhalb seiner Quelle, er hat somit ein mittleres Sohlgefälle von etwa 24 ‰.

### Einzugsgebiet
Das Einzugsgebiet ist rund 10,8 km² groß und gehört naturräumlich gesehen größtenteils zu den Oberen Gäuen. Sein mit 744,7 m ü. NHN höchster Punkt liegt ostsüdöstlich von Dietingen im Hoferswald an einem Wasserreservoir. Es grenzt im Westen an die Einzugsgebiete kleinerer abwärtiger Neckar-Zuflüsse, im Norden und Osten an das des noch weiter abwärts über die Schlichem zum Neckar entwässernden Schwarzenbachs und im Süden an die wieder kleinerer Neckarzuflüsse nunmehr oberhalb des Wettebachs.

### Zuflüsse und Seen
Liste der Zuflüsse und  Seen von der Quelle zur Mündung. Gewässerlänge, Seefläche, Einzugsgebiet und Höhe nach den entsprechenden Layern auf der Onlinekarte der LUBW. Andere Quellen für die Angaben sind vermerkt.
- (Waldbach aus der Schlucht), von links und Südosten auf etwa 595 m ü. NHN kurz vor dem folgenden, 1,0 km und ca. 0,3 km². Entsteht auf etwa 710 m ü. NHN zwischen den Waldgewannen Schlucht und Heuern.
- Durchfließt auf etwa 593 m ü. NHN einen See im Gewann Oben im Tal, 0,7 ha.
- Lurengraben oder Laurengraben, von rechts und Nordnordosten im vorigen, 0,7 km und unter 0,2 km². Entsteht auf etwa 685 m ü. NHN im Wald.
- Giesbach oder vielleicht doch eher Gießbach[LUBW 8], von links und Südsüdosten auf etwa 579 m ü. NHN nach dem See, ca. 0,7 km[LUBW 9] und ca. 1,5 km². Entsteht auf etwa 597 m ü. NHN am Flurrand des Waldgewanns Lohberg. Unbeständig
  -  Passiert einen am Ende einer zulaufenden Geländesenke liegenden Kleinteich rechts am Lauf auf etwa 582 m ü. NHN, unter 0,1 ha.
- (Flurbach aus der Hagelgrube), von rechts und insgesamt Norden auf wenig über 560 m ü. NHN gegenüber dem Tennisplatz am Ortsende von Dietingen, 1,0 km und ca. 1,7 km². Entsteht auf etwa 591 m ü. NHN in einem kleinen Sumpf unterm Tannwasen.
  -  In der auf den Bachursprung zulaufenden Geländesenke Hagelgrube liegt auf unter 610 m ü. NHN am Nordwestfuß des Schreckenbergs zuoberst der Schreckenbergsee, 0,5 ha.
  -  Näher am Bachursprung liegt in der Hagelgrube auf 591 m ü. NHN[2] der Pappelsee, 1,9 ha.

## Naturschutz
Das Obere Wettebachtal oberhalb von Dietingen ist als Landschaftsschutzgebiet ausgewiesen. Das untere Wettebachtal gehört zum Landschaftsschutzgebiet Neckartal mit Seitentälern von Rottweil bis Aistaig. Die Mündung liegt im Naturschutzgebiet Neckarburg und im FFH-Gebiet Neckartal zwischen Rottweil und Sulz.

### LUBW
Amtliche Online-Gewässerkarte mit passendem Ausschnitt und den hier benutzten Layern: Lauf und Einzugsgebiet des Wettebachs

Allgemeiner Einstieg ohne Voreinstellungen und Layer: Daten- und Kartendienst der Landesanstalt für Umwelt Baden-Württemberg (LUBW) (Hinweise)
1. 1 2  Höhe nach dem Höhenlinienbild auf dem Hintergrundlayer Topographische Karte.
2. ↑  Höhe nach grauer Beschriftung auf dem Hintergrundlayer Topographische Karte.
3. 1 2  Länge nach dem Layer Gewässernetz (AWGN).
4. ↑  Einzugsgebiet nach dem Layer Basiseinzugsgebiet (AWGN).
5. ↑  Höhe nach schwarzer Beschriftung auf dem Hintergrundlayer Topographische Karte.
6. ↑  Seefläche nach dem Layer Stehende Gewässer.
7. ↑  Einzugsgebiet abgemessen auf dem Hintergrundlayer Topographische Karte.
8. ↑  Name des Bachs Giesbach nach der Beschreibung des begleitenden Biotops auf einschlägigen Layer. Vermutlich falsch geschrieben, da Gewanne des Namens Gießwasen und Gießwiesen angrenzen.
9. ↑  Länge abgemessen auf dem Hintergrundlayer Topographische Karte.

### Andere Belege
1. ↑  Friedrich Huttenlocher: Geographische Landesaufnahme: Die naturräumlichen Einheiten auf Blatt 178 Sigmaringen. Bundesanstalt für Landeskunde, Bad Godesberg 1959. → Online-Karte (PDF; 4,3 MB)
2. ↑  Höhe nach blauer Beschriftung auf: Geoportal Baden-Württemberg (Hinweise).